# Idalus meridionalis
Idalus meridionalis är en fjärilsart som beskrevs av Rothschild 1909. Idalus meridionalis ingår i släktet Idalus och familjen björnspinnare. Inga underarter finns listade i Catalogue of Life.